# 牧野隆信
牧野 隆信（まきの りゅうしん、1917年 - 2006年1月19日）は、石川県の教育者、郷土史家。北前船研究の第一人者。元日本海事史学会理事、元全国北前船研究会会長。
1937年、石川県加賀市生まれ。石川県師範学校本科第1部卒業。小学校訓導を経て、1943年、文部省師範学校中学校高等女学校教員検定試験合格（日東史）。石川県立大聖寺高等女学校教諭となる。戦後は新制の石川県立大聖寺高等学校教諭を経て、1977年、大聖寺高等学校校長を最後に退職。退職後は1989年3月まで石川県加賀市立図書館嘱託として勤務。
教員としての勤務の傍ら、1955年、地域の教員、医師、神社宮司らと共に「江沼地方史研究会」を創設。江沼地域（現在の加賀市と小松市の一部）の郷土史研究に取り組んだ。特に昭和30年代から、当時はあまり注目されていなかった北前船研究に着手。その研究は大きな反響を呼び、日本海文化論に先駆けるものとなったのみならず、彼の著書により『北前船』という呼称が一般化することとなった。1984年、加賀市文化功労者に、2004年には加賀市名誉市民となる。1988年、勲四等瑞宝章を受章。
2006年1月19日、脳梗塞のため死去。

## 著作

### 単著、共著、編著
- 『北前船 : 日本海運史の一断面』柏書房、1964年。
  - 『北前船 : 日本海運史の一断面』（三訂版）柏書房〈柏選書〉、1972年。
- 『近世以後の若越の港と加賀の関係 敦賀と北前船を中心に』（福井県立図書館・福井県郷土誌懇談会 編）福井県郷土誌懇談会〈日本海海運史の研究〉、1967年、447 - 468頁。
- 『北前船の研究 : 日本海海運史研究序説 第1』北陸謄写堂、1968年。
- 『日本の船絵馬 : 北前船』（刀禰勇太郎、西窪顕山 共編）柏書房、1977年。
- 『北前船の時代―近世以後の日本海海運史』教育社〈教育社歴史新書 日本史95〉、1979年。
- 『北前船とそのふる里 : 日本海の商船』北前船の里資料館・加賀市教育委員会、1985年。
- 『日本水上交通史論集 第1巻（日本海水上交通史）』（柚木学 編）文献出版、1986年。
- 『北前船の研究』法政大学出版局〈叢書・歴史学研究〉、1989年。
- 『歴史探究-加賀・江沼』橋本確文堂企画出版室、1994年。
- 『日本海事史の諸問題. 海運編』（石井謙治 編）文献出版、1995年。
- 『北前船研究の歩みと課題』（日本水上交通史論集 第6巻（総論水上交通史）、柚木学 編）文献出版、1996年、61 - 80頁。

その他、『聖藩算用場定書』（1957年）の校訂、『加賀江沼人物事典』（1989年）、『加賀江沼の字名』（2004年）、『加賀市史』等の編集委員。

### 論文、雑誌

#### 海事史研究
- 「北前船の水主雇用について」『海事史研究』第1巻、日本海事史学会、1963年12月、52 - 67頁。
- 「水主のレジスタンス（北前船の場合）」『海事史研究』第2巻、日本海事史学会、1964年7月、14 - 20頁。
- 「針屋九兵衛と北前船」『海事史研究』第5巻、日本海事史学会、1965年10月、52 - 55頁。
- 「歩持 北前船経営の一形態」『海事史研究』第7巻、日本海事史学会、1966年10月、75 - 82頁。
- 「近江商人と北前船 加州橋立浦の場合」『海事史研究』第9巻、日本海事史学会、1967年10月、59 - 67頁。
- 「北前船の遭難 長德丸の場合」『海事史研究』第15巻、日本海事史学会、1970年10月、44 - 54頁。
- 「北前船と山中温泉 綿屋をめぐって」『海事史研究』第21巻、日本海事史学会、1973年10月、20 - 27頁。
- 「北前船主の資産形成」『海事史研究』第42巻、日本海事史学会、1985年10月、1 - 12頁。
- 「北前船主の持船献上をめぐって 加州橋立西出家の場合」『海事史研究』第43巻、日本海事史学会、1986年6月、66 - 75頁。
- 「北前船研究推進の一モデル」『海事史研究』第49巻、日本海事史学会、1992年4月、46 - 49頁。
- 「高瀬 保氏を偲んで」『海事史研究』第54巻、日本海事史学会、1997年9月、59 - 60頁。

#### えぬのくに
- 「北前船をさぐる（1） 瀬越・塩屋・浜坂・橋立・安宅の調査から」『えぬのくに』第3巻、江沼地方史研究会。
- 「北前船をさぐる（2） 忠谷家文書及び美川町調査」『えぬのくに』第4巻、江沼地方史研究会。
- 「北前船をさぐる（3） 三国方面の絵馬・橋立久保家の差引帳」『えぬのくに』第5巻、江沼地方史研究会。
- 「北前船をさぐる（4） 北前船の船乗たち」『えぬのくに』第6巻、江沼地方史研究会。
- 「北前船をさぐる（5） 切出考」『えぬのくに』第7巻、江沼地方史研究会。
- 「北前船をさぐる（6） 絵馬をたずねて」『えぬのくに』第8巻、江沼地方史研究会。
- 「北前船をさぐる（7） 安宅港松村家文書」『えぬのくに』第9巻、江沼地方史研究会。
- 「北前船をさぐる（8） 美川町湊町をたずねて」『えぬのくに』第10巻、江沼地方史研究会。
- 「北前船をさぐる（9） 能登外浦をたずねて」『えぬのくに』第11巻、江沼地方史研究会。
- 「北前船の航路」『えぬのくに』第22巻、江沼地方史研究会、1977年5月。
- 「北前船の航跡（10）」『えぬのくに』第24巻、江沼地方史研究会、1979年4月。
- 「北前船の航跡（20） 新後長三郎と長四郎」『えぬのくに』第34巻、江沼地方史研究会、1989年4月。
- 「北陸親議会の成立と足跡」『えぬのくに』第36巻、江沼地方史研究会、1991年4月。
- 「美川湊と北前船」『えぬのくに』第41巻、江沼地方史研究会、1996年4月。

#### 北陸史学
- 「北前船点描 大聖寺藩と敦賀港」『北陸史学』11・12、北陸史学会、1963年11月、34 - 42頁。
- 「南加賀における北前船の起源」『北陸史学』第15巻、北陸史学会、1967年11月、29 - 35頁。
- 「北前船の便り 水主の脱走」『北陸史学』第17巻、北陸史学会、1969年11月、63 - 68頁。
- 「研究ノート 栄寿丸と大野藩」『北陸史学』第18巻、北陸史学会、1970年11月、46 - 52頁。

#### その他
- 「北前船研究 そのあゆみと問題点」『北海道地方史研究』第47巻、北海道地方史研究会、1963年3月、2 - 29頁。
- 「北前船研究序説」『石川県社会科教育研究会紀要』第1巻。
- 「近世末期における北前船主の仲間規約」『石川県社会科教育研究会紀要』第3巻、1966年。

## 関連文献
- 大聖寺藩史編纂会 編『大聖寺藩史』大聖寺藩史編纂会、1938年。
  - 大聖寺藩史編纂会 編『大聖寺藩史』（覆刻版）江沼地方史研究会、1975年。
- 『北陸総合学術調査団報告 第1冊 (北陸と海運)』北陸中日新聞社、1963年。